# 马尔康柴胡
马尔康柴胡（学名：Bupleurum malconense）为伞形科柴胡属的植物，为中国的特有植物。分布在中国大陆的甘肃、四川、青海等地，生长于海拔2,040米至2,950米的地区，一般生于灌丛边缘、山坡草地或河边骸耕作地旁，目前已由人工引种栽培。